# Procne
Procne of Prokne (Oudgrieks: Πρόκνη) was in de Griekse mythologie een dochter van de Atheense koning Pandion I en de bronnimf Zeuxippe. Zij was uitgehuwelijkt aan de Thraciër Tereus met wie ze een zoontje Itys had. 
Procne was de zus van Philomela, die door Tereus verkracht werd, waarna de beide zussen wraak op hem namen.  
De schrijver Pausanias (1,24) vertelt dat er in de Oudheid op de Akropolis van Athene een beeld stond van de beeldhouwer Alcamenes dat Procne voorstelde terwijl ze vastbesloten was haar zoontje Itys te doden.